# 江秀真
江秀真（1971年—），臺灣登山家，出生於新北市雙溪區，是台灣第一位完成攀登世界七大洲頂峰的女性，也是全球首位登上七頂峰、並從南側及北側路線完成珠穆朗瑪峰登頂的女性登山家，2009年第47屆十大傑出青年得主。

## 早年
江秀真出生於新北市雙溪區，於國中畢業後離開家鄉，半工半讀完成高職學業。就讀高職二年級時，江秀真參加青年救國團的雪山登峰隊，攀登人生第一座臺灣百岳。21歲取得嚮導證，接著進入密集訓練，每日跑步十公里，連續兩天後休息一天，此外加上攀岩、溯溪、負重、低氧訓練、高山醫學、糧食打包等課程，並於每個月第三個星期日接受教練測驗，歷時一年多的鍛鍊之後，在24歲那年，費時兩個月，於1995年5月12日中午11點43分登上珠穆朗瑪峰。1996年考入嘉義農專夜間部，半工半讀完成學業。2002年再度進入嘉義技術學院森林系就讀，2002至2004年間任國立臺灣大學山地實驗農場 (台大梅峰農場)生態解說員。江秀真於2008年榮獲十大傑出女青年獎，2009年獲頒內政部一等獎章及第47屆十大傑出青年，並持續進行「行腳臺灣」的演講計畫，致力「登山安全與生命教育」的宣導。

## 世界七頂峰攀登計畫
1900年台灣動品牌廠商歐都納發起「世界七頂峰攀登計畫」，贊助7名台灣登山家挑戰世界七大洲最高峰，江秀真乃隊員之一，亦七人中唯一的女性，也是成功完攀七頂峰三人中的一人。2007年2月14日，挑戰南美第一高峰阿空加瓜峰，卻遇到毀滅性的大風雪，4天前才剛滿36歲的她，差點生日變忌日。「因為生死真的無法完全操之在己，因此我必須珍惜能夠把握的日子，去做我認為有意義的事」，此事件成為江秀真全台演講推廣登山教育的動力。

## 籌設全台首所登山學校
江秀真截至2021年6月在台踏遍超過1400所學校，深入校園去推廣山林教育，因為體悟到在台灣開門就可以見山，而大多數人都不了解山，且台灣登山教育的系統尚未到位，所以成立「台灣福爾摩莎山域教育推廣協會」，發動群眾募資讓全民能共襄盛舉。

## 登山經歷
- 1995年5月12日，成功攀登世界最高峰珠穆朗瑪峰(標高 8,848公尺)，亦成為全球臺灣人首位登頂。
- 2006年8月5日,登頂歐洲最高峰—厄爾布魯斯峰（海拔5,642公尺）。
- 2006年10月8日,登頂非洲最高峰—吉利馬札羅峰（海拔5,895公尺）。
- 2007年2月19日,登頂南美洲最高峰—阿空加瓜峰（海拔6,962公尺）。
- 2007年6月19日,登頂北美洲最高峰--麥肯尼峰（海拔6,194公尺）。
- 2007年9月9日,登頂大洋洲最高峰—查亞峰（海拔4,884公尺）。
- 2008年1月8日,登頂南極洲最高峰—文森峰（海拔4,897公尺）。
- 2009年5月19日,第二次登頂珠穆朗瑪峰－南側路線（海拔8,848公尺）,達成完攀世界七頂峰＋珠穆朗瑪峰南、北側。[5][8][9]

## 著作
- 《挑戰，巔峰之後》, 商周出版, 2016年
- 《十年一講，為夢想》, 商周出版, 2020年

## 外部連結
- YouTube上的江秀真《如果能夠輕言放棄，這就不是你的夢想》
- TEDxTaipei：登山挑戰不在踏上頂峰，而是下山的旅途 （页面存档备份，存于）
- 江秀真攀登世界高峰
- 台灣第一位攀登世界七大洲頂峰的女性！江秀真《挑戰，巔峰之後》新書講座
- 完攀世界7頂峰 巔峰之後 江秀真下山辦學 （页面存档备份，存于）
- 渴望山的呼喚－山陵冒險家江秀真，2016/06/08 （页面存档备份，存于）